# Liste der Einträge im National Register of Historic Places im Rains County
Die Liste der Registered Historic Places im Rains County führt alle Bauwerke und historischen Stätten im texanischen Rains County auf, die in das National Register of Historic Places aufgenommen wurden.

## Aktuelle Einträge
| Lfd. Nr. | Name                    | Bild | Datum der Eintragung | Adresse/Lage       | Ort   | ID       | Beschreibung |
| -------- | ----------------------- | ---- | -------------------- | ------------------ | ----- | -------- | ------------ |
| 1        | Gilbert Site            |      | 13. Apr. 1977        | Address Restricted | Emory | 77001469 |              |
| 2        | Koons Site              |      | 13. Apr. 1977        | Address Restricted | Emory | 77001470 |              |
| 3        | Rains County Courthouse |      | 1. Mai 2003          | 100 E Quitman St.  | Emory | 03000333 |              |
| 4        | Yandell Site            |      | 13. Apr. 1977        | Address Restricted | Emory | 77001471 |              |